# Snowblind Studios
Snowblind Studios is een ontwikkelaar van videospellen uit Bothell, Washington. Het bedrijf is opgericht in 1997 en is gespecialiseerd in Computer Role Playing Games. In 2009 is Snowblind Studios opgekocht door Time Warner, door middel van de divisie Warner Bros. Interactive Entertainment.

## Computerspellen van Snowblind Studios
- The Lord of the Rings: War in the North (2011) (PlayStation 3, Xbox 360, Microsoft Windows)
- Death Tank (2009) (Xbox 360)
- Justice League Heroes (2006) (PlayStation 2, PlayStation Portable, Xbox)
- Champions: Return to Arms (2005) (PlayStation 2)
- Champions of Norrath (2004) (PlayStation 2)
- Baldur's Gate: Dark Alliance (2001) (PlayStation 2, Xbox)
- Top Gear: Hyperbike (2000) (Nintendo 64)
- Top Gear: Overdrive (1998) (Nintendo 64)